# Nieumiarkowania
Nieumiarkowania – piąty album studyjny polskiego muzyka alternatywnego Króla, wydany 13 września 2019 przez ART2 Music z kompanii wydawniczej Agora S.A.. Na single wybrano utwory „Te smaki i zapachy” i „Druga pomoc”. Płyta zadebiutowała na 13. miejscu zestawienia OLiS.

## Lista utworów
1. Godzina piętnasta i ciemno
2. Głodne dusze
3. Pierwszy i ostatni
4. Okazało się
5. Te smaki i zapachy
6. Czas siedmiu prób
7. Druga pomoc
8. W dole miasta
9. Gula

## Nagrody i wyróżnienia
- 2019: «Najlepsze polskie płyty 2019 roku» wg tygodnika Polityka: 3. miejsce[6]